# ۲۲ مارس
۲۲ مارس هشتاد و یکمین (در سال‌های کبیسه هشتاد و دومین) روز سال در گاه‌شماری میلادی است. ۲۸۴ روز تا پایان سال باقی‌است.

## رویدادها
- ۱۸۸۹ - باشگاه فوتبال شفیلد یونایتد به عنوان نخستین باشگاه فوتبال جهان، در شهر شفیلد انگلستان تأسیس شد.
- ۲۰۰۴ - ترور شیخ احمد یاسین، بنیانگذار جنبش حماس
- ۲۰۲۴ - حمله به تالار کروکوس سیتی در شهر مسکو روسیه

## زادروزها
- ۱۰۱۹ - ابن ابی‌صقر واسطی، نویسنده و شاعر عربی دورۀ عباسی
- ۱۹۲۳ - مارسل مارسو، احیاکننده هنر پانتومیم
- ۱۹۳۱ -
  - ویلیام شاتنر، بازیگر اهل کانادا.

## درگذشت‌ها
- ۱۸۳۲ - یوهان ولفگانگ فون گوته، شاعر، نویسنده، نقاش، انسان‌شناس و فیلسوف آلمانی (ز. ۱۷۴۹)
- ۲۰۰۱ - 
  - ویلیام هانا، از بنیانگذاران شرکت انیمیشن‌سازی هانا باربرا
  - جلیله رضا، شاعر مصری. [۱]

## مناسبت‌ها
- روز جهانی آب[۲]
- روز جهانی فوک